# Tuszynskaja
Tuszynskaja (ros. Тушинская) – stacja moskiewskiego metra linii Tagańsko-Krasnopriesnieńskiej (kod 126). Nazwa stacji pochodzi rejonu Tuszino w północno-zachodnim okręgu administracyjnym Moskwy, gdzie jest położona. Wyjścia prowadzą na ulice Stratonawtow Projezd, szosę Wołokołamskoje i peron stacji Tuszino.

## Wystrój
Stacja jest trzykomorowa, jednopoziomowa, posiada jeden peron. Stacja posiada dwa rzędy 26 kolumn pokrytych szarym i niebieskim marmurem. Ściany nad torami obłożono jasnymi marmurami i przyozdobiono zygzakowatymi fryzami. Podłogi wyłożono szarym i brązowym granitem.